# Lévirat
Le lévirat est un type particulier de mariage où un frère d'un défunt épouse sa veuve afin de poursuivre la lignée de sa famille. Les enfants issus de ce remariage ont le même statut que les enfants du premier mari. Durant l'Antiquité, le lévirat était pratiqué notamment par les Égyptiens, les Babyloniens, les Phéniciens, les Hébreux et les Xiongnu.
Le terme est un dérivé du mot latin levir, qui signifie « frère du mari ».

## Dans la Bible
Le lévirat est défini dans l'Ancien Testament de la Bible (ou Tanakh dans le judaïsme) au Livre du Deutéronome (Dt 25,5-10). Chez les Hébreux, si deux frères demeurent ensemble et que l'un d'eux vienne à mourir sans laisser d'enfant, le frère survivant devait épouser la veuve du défunt, toute autre alliance étant interdite à la veuve ; en cas de refus de la part du frère, la femme pouvait néanmoins échapper à l'interdiction d'Exogamie par la cérémonie de la Halista durant laquelle elle devait cracher au visage de son beau-frère, et lui ôter l'une de ses chaussures, et les personnes présentes lors de cette cérémonie, en Israël, nommaient la maison, « la maison du déchaussé » (Dt 25,9-10) . Cela avait pour effet de délier les deux protagonistes [réf. nécessaire] de leur mutuelle obligation. 
Le lévirat (Yibboum), et la renonciation au lévirat, jouent un rôle important dans les histoires d'Er, d'Onan et de Tamar, (Gn 38,1-26) d'une part, de Ruth (Rt 4,1-13) d'autre part, donc dans la lignée messianique de David (Rt 4,14-22) et de Jésus-Christ (Mt 1,1-16).

## En Afrique
Cette pratique, souvent forcée et combinée avec la polygamie, est notamment encore pratiquée dans certains pays africains.  Le Bénin l'a interdite en même temps que la polygamie le 17 juin 2004.  Elle est encore pratiquée dans plusieurs pays d'Afrique de l'Ouest, dont le Burkina Faso, le Sénégal, la Guinée ou le Togo.  Elle existe également dans certaines communautés du Tchad.
On peut aussi constater que cette pratique est encore en éveil dans certaines ethnies en République du Congo, notamment chez les Bémbés, Mbochis et Tékés. [réf. souhaitée]
Le lévirat est dénoncé comme étant une pratique rétrograde, limitant les droits des femmes et maintenant l'idée qu'« une veuve fait partie de l'héritage ». Elle avait notamment été interdite par le gouvernement de Thomas Sankara au Burkina Faso.
Certaines campagnes de prévention du sida, en Afrique, stigmatisent la pratique du lévirat en indiquant que celle-ci favorise la propagation de la maladie. [réf. nécessaire] Outre le fait que cela n'est pas vrai sur le plan épidémiologique, certains auteurs  font remarquer que la pratique du lévirat est la seule mesure de protection sociale dont bénéficient les veuves dans ces pays et qu'il n'est pas forcément bienvenu de lutter contre elle sans en remplacer l'aspect social. [réf. souhaitée]

## En Amérique
Claude Lévi-Strauss, dans son livre Tristes Tropiques, évoque le lévirat, pratiqué par les Amérindiens tupi-kawahib du Brésil.

## En Asie
Le lévirat est une tradition déjà pratiquée dans l'antiquité chez les nomades Xiongnu (que certains historiens assimilent aux Huns), et perpétuée chez les Mongols, dans lequel le fils de la veuve doit l'épouser[réf. nécessaire]. Il existe également des cas où ça n'est pas l'enfant, mais un frère qui épouse une veuve, comme dans le cas d'Anu khatan, qui épousa Galdan Boshugtu Khan, le frère de son ancien mari, Sengge lorsqu'il succéda au trône de celui-ci après sa mort en 1670.
Les unions de lévirat semblent également être courantes dans la société avare.

## En Europe
Le lévirat était pratiqué en Hongrie jusqu'au règne d'Étienne Ier.

### Filmographie
- "Ndono" (Sida et lévirat), court métrage sénégalais (13 min) de Mamadou Thioune, sur un scénario de Serigne Mor Mbaye, réalisé en 1999 par le Centre de guidance infantile de Dakar (CEGID) en collaboration avec Média-Centre de Dakar
- Le Déchaussé, film de fiction franco-sénégalais de Laurence Attali, 2003